# 戸河内インターチェンジ

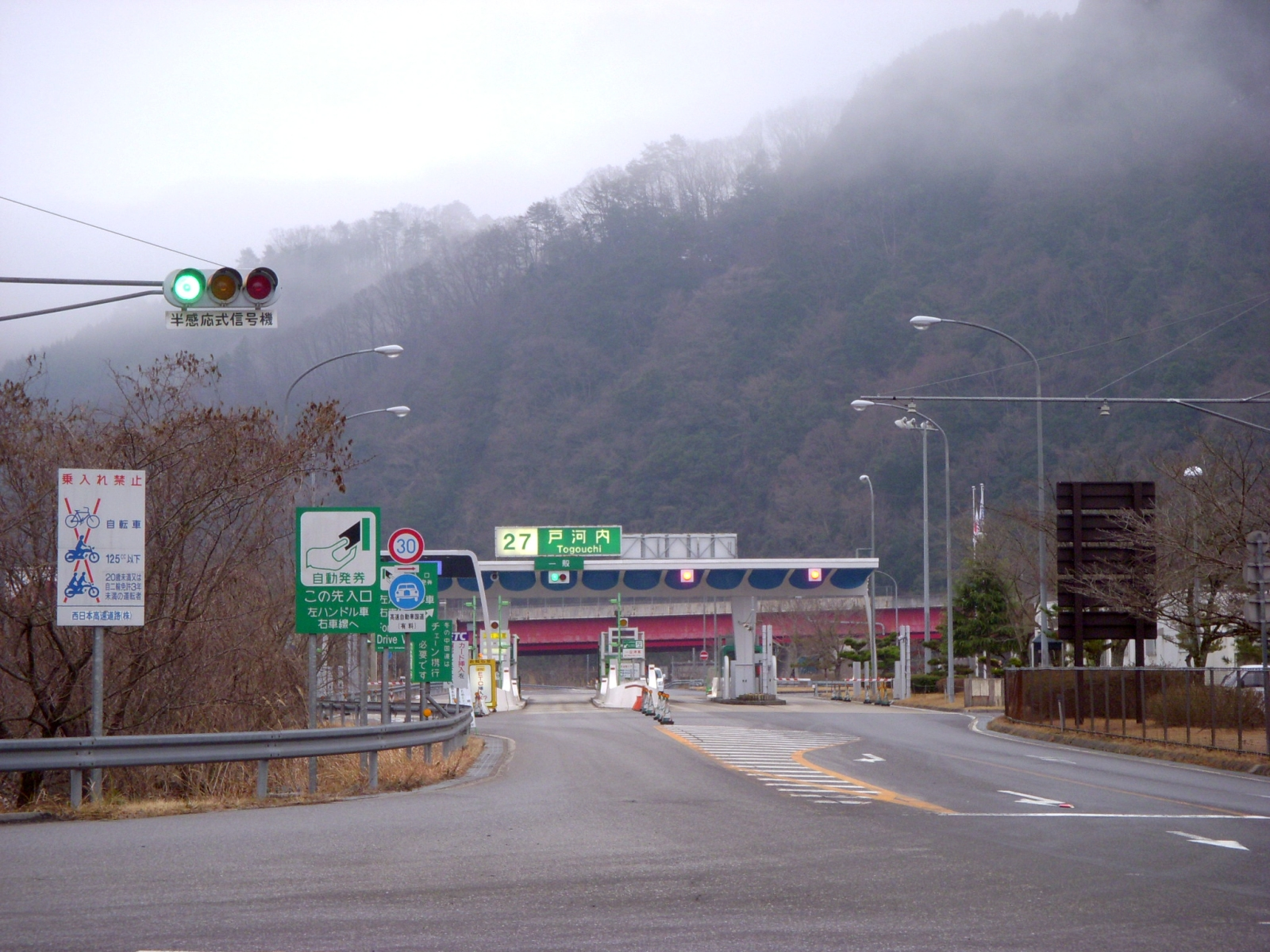
職員の渡り通路設置前の料金所

戸河内インターチェンジ（とごうちインターチェンジ）は、広島県山県郡安芸太田町の中国自動車道のインターチェンジである。
付近にある観光地三段峡・温井ダムの最寄りIC。この戸河内ICと広島北JCTの区間は距離の長いトンネルが連続する区間となっていて、利用者は（戸河内以西に比べれば）比較的多い。（参考資料）戸河内ICのすぐそばに道の駅来夢とごうちが設置されている。

## 道路
- E2A 中国自動車道（27番）

## 歴史
- 1983年（昭和58年）3月24日 : 千代田IC - 鹿野IC間の開通により供用開始。
- 2018年（平成30年）3月23日 : 国土交通省の社会実験事業として、高速道路一時退出実験の試行開始[1]（ETC2.0搭載車に限定して、当ICで流出し、隣接する道の駅来夢とごうちに立ち寄り後、1時間以内に当ICから再流入して順方向に利用の場合、目的地まで高速道路を降りずに利用した場合と同じ料金に調整される。）。
- 2020年（令和2年）3月27日 : 高速道路一時退出実験の退出可能時間がそれまでの1時間以内から3時間以内に引き上げられる[2]。
- 2022年（令和4年）7月1日 : 高速道路一時退出実験の退出可能時間がそれまでの3時間以内から2時間以内に変更[3]。

## 接続する道路

### 直接接続
- 国道186号
- 国道191号

## 料金所
- ブース数：4

### 入口
- ブース数：2
  - ETC専用：1
  - 一般：1

### 出口
- ブース数：2
  - ETC専用：1
  - 一般：1

## 周辺
- 道の駅来夢とごうち（戸河内インターバスセンター併設）
- 三段峡
- 湯の山温泉
- 温井ダム
- 安芸太田町の旧加計町域（広島方面からETCを使用する場合は加計スマートICも利用可能）

## 隣
E2A 中国自動車道
(26)広島北JCT - (26-1)加計SIC/BS - (27)戸河内IC - 筒賀PA/BS - (28)吉和IC

## 広島北JCT・戸河内ICまでのトンネル群
中国自動車道のトンネルも参照
広島北JCT - 加計スマートICおよび戸河内ICまでの区間はほとんどが1キロを越える長距離トンネルが連続している。走行の際は注意したい。
(26)広島北JCT - 牛頭山トンネル - 平トンネル -船場トンネル - 澄合トンネル・三谷トンネル（上り線のみ） - 加計東トンネル - (26-1) 加計SIC・BS - 加計西トンネル - (27)戸河内IC